# Alexandre-Vincent Pineux Duval

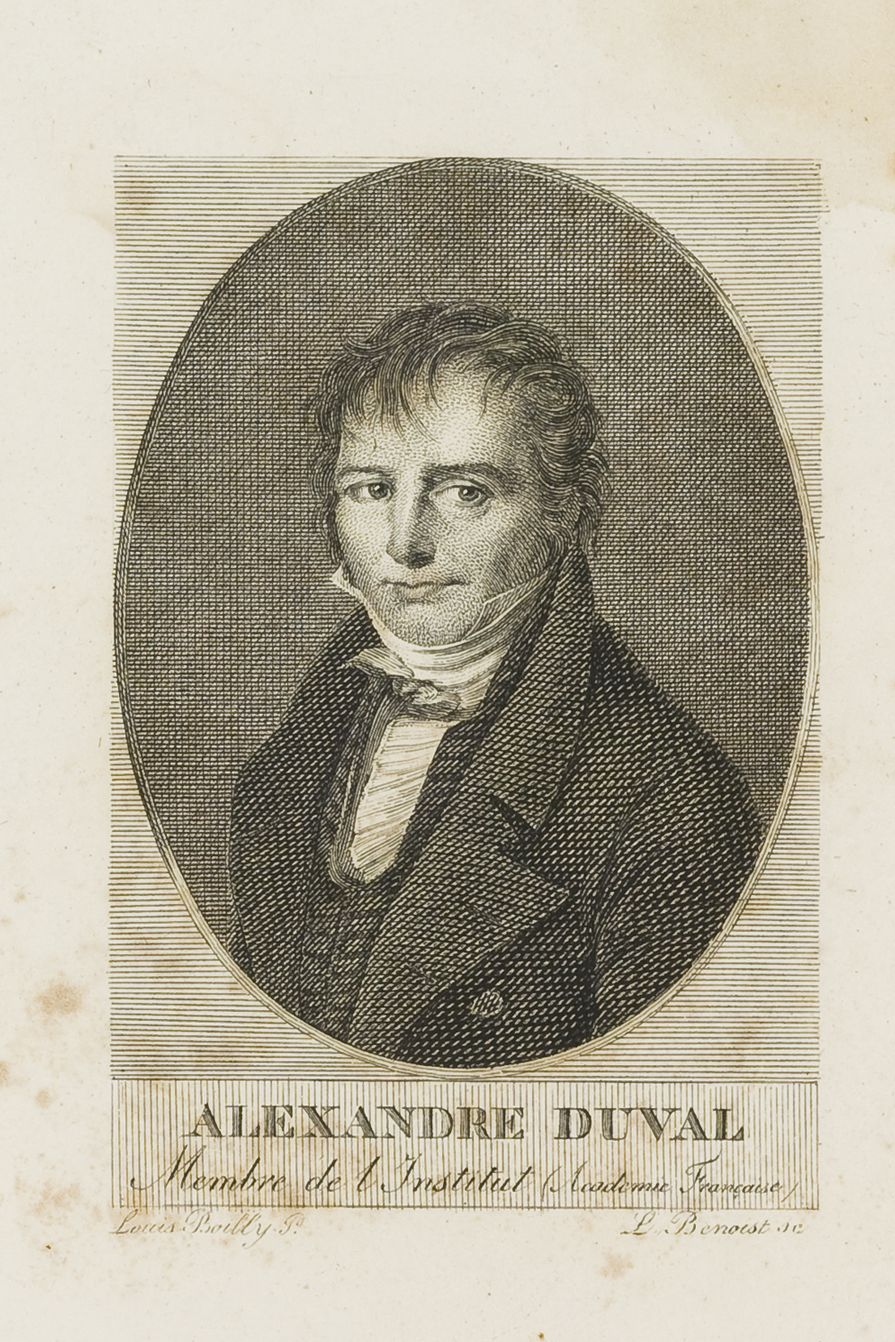
Alexandre Duval

Alexandre-Vincent Pineux Duval, genannt Alexandre Duval (* 6. April 1767 in Rennes, heutiges Département Ille-et-Vilaine; † 1. September 1842 in Paris), war ein französischer Architekt, Schriftsteller und Theaterdirektor.
Pineux Duval war der Bruder des Diplomaten Amaury Duval und des Schriftstellers Henri Duval. Nach seiner Schulzeit begann Pineux Duval an der École Nationale des Ponts et Chaussées (ENCP) Architektur zu studieren. Durch die politischen Umwälzungen seiner Zeit (Französische Revolution) verlor er seinen Studienplatz und wandte sich ab dieser Zeit dem Theater zu. 
Er debütierte im Jahr 1791 an der Comédie-Française und, nach mehreren Engagements an weiteren Theatern, wurde er bei der Neugründung der Comédie, im Jahr 1799, direkt zum Mitglied der Société de la Comédie-Française gewählt.
Zwischen 1810 und 1815 leitete Pineux Duval als Direktor das Théâtre l’Odéon, an dem er auch seine eigenen Stücke inszenieren konnte.

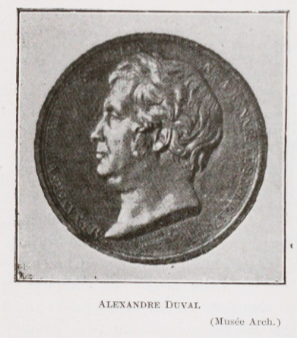
Alexandre Duval

Am 8. Oktober 1812 wählte die Académie française Pineux Duval als Nachfolger des verstorbenen Schriftstellers Gabriel-Marie Legouvé (Fauteuil 4). Ihm selbst folgte 1842 der Philosoph Pierre-Simon Ballanche auf diesem Platz nach.

## Ehrungen
- Offizier der Ehrenlegion

## Werke (Auswahl)
- Édouard en Écosse. En 3 actes et en prose. 1801
- Les faux bonhomme. 1821.
- Guillaume le Conquérant. 1803.
- Les héritiers. 1796.
- La jeunesse de Henri V. En 3 actes. 1806.
- La jeunesse de Richelieu. 1796.
- Joseph. Drame lyrique. 1807 (Musik von Étienne-Nicolas Méhul).
- La maison à vendre. Opéra-comique. 1801 (Musik von Nicolas Dalayrac).
- La manie des grandeurs. 1817.
- Les menuisier de Livonie. 1805.
- Le prisonnier. Opéra-comique. 1796 (Musik von Dominique Della-Maria).
- Les projets de mariage. 1790.
- Les tuteurs vengés. 1794.